# Fusajiro Yamauchi
Fusajiro Yamauchi (山内 房治郎 Yamauchi, Fusajirō, født 22. november 1859, død 1. januar 1940) var manden, der i 1889 grundlagde selskabet som i dag er kendt som Nintendo Company Limited. Nintendo producerer i dag spillekonsoller og spillemaskiner, men på den tid producerede selskabet håndlagde hanafuda-kort, som blev brugt i kortspillet med samme navn.